# Koikla
Koikla est un village d'Estonie situé dans la commune de Saaremaa (jusqu'en octobre 2017 commune de Leisi) du comté de Saare.
Au 31 décembre 2011, il comptait 55 habitants.